# Filippo Graviano
Filippo Graviano, soprannominato u Baruni (Palermo, 27 giugno 1961), è un mafioso italiano, legato a Cosa nostra.

## Biografia
Soprannominato "u baruni" (il barone), per la sua eleganza nel vestire. Filippo Graviano è il secondo per età dei quattro fratelli Graviano. Affiliato alla famiglia di Brancaccio insieme al fratello minore Giuseppe, nel 1990 divenne reggente del mandamento di Brancaccio-Ciaculli insieme al fratello, sostituendo il boss Giuseppe Lucchese che era stato arrestato. I fratelli Graviano ebbero un ruolo importante nell'organizzazione delle stragi del 1993 a Palermo, Roma, Firenze e Milano e nell'omicidio di don Pino Puglisi. I due vennero arrestati il 27 gennaio 1994 a Milano. Si è dissociato da Cosa nostra e sta scontando la pena all'ergastolo nel carcere di massima sicurezza dell'Aquila.